# Anne-Marie Durand-Wever

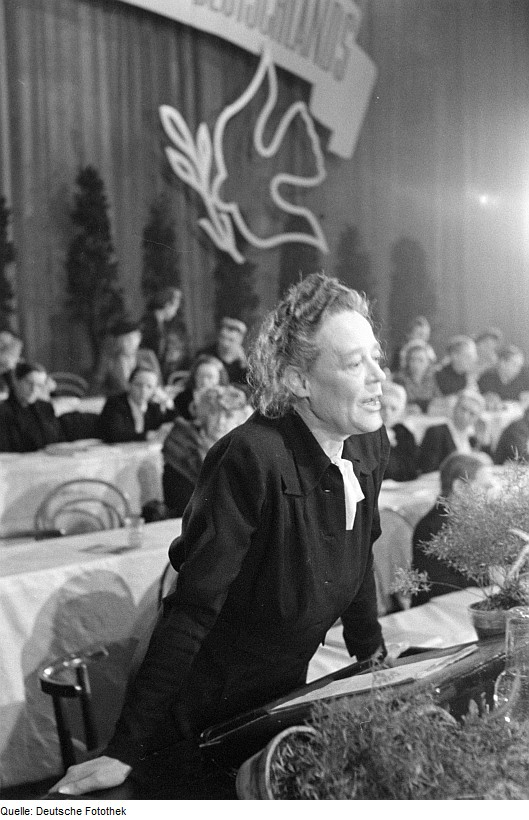
Anne-Marie Durand-Wever (1947)

Anne-Marie Durand-Wever (Parijs, 30 oktober 1889 - Keulen, 14 september 1970) was een Duits gynaecologe.
Anne-Marie Durand-Wever werd in Parijs geboren uit Duitse ouders. Ze groeide op in de Verenigde Staten waar ze tot haar 10 levensjaar privéonderricht ontving. Daarna studeerde ze aan een Duits-Amerikaanse school in Chicago. Ze studeerde medicijnen aan de Universiteit van Chicago, de Universiteit van Marburg en de Universiteit van München. In 1917 promoveerde ze in de medicijnen en was daarna als vrouwenarts werkzaam.
Na 1920 was mevr. Durand-Wever in diverse vrouwenorganisaties actief en richtte ze de Bond van Vrouwelijke Duitse Artsen in Beieren op. In 1928 richtte ze het eerste huwelijksadviesbureau van Duitsland op en later volgde er een privékliniek in Schönefeld. Na de machtsovername bleef ze als gynaecologe actief, doch werd om haar opvattingen over geboorteregeling door de nazi-autoriteiten tegengewerkt. 
In 1945 werd Durand-Wever voorzitster van de Commissie ter voorbereiding voor de oprichting van een Vrouwenbond en na de oprichting van die vrouwenbond, de Demokratischer Frauenbund Deutschlands (DFD) in 1947, werd ze hier co-voorzitter van, samen met mevr. Emmi Koenen-Damerius. De DFD kwam spoedig in communistisch vaarwater terecht en Durand-Wever, moest als anticommuniste, aftreden als voorzitster. Ze kreeg daarop het erevoorzitterschap van de DFD toebedeeld. In 1949 trad ze terug uit al haar openbare ambten. 
Na de oprichting van de DDR (Duitse Democratische Republiek) in 1949, woonde ze een tijdje in Oost-Duitsland, maar in 1950 ging ze naar West-Berlijn, hier richtte ze een vereniging voor familie planning op en werd ze lid van de West-Berlijnse artsenvereniging.